# Александр Невский (фильм)
«Алекса́ндр Не́вский» — советский художественный исторический фильм о древнерусском князе, одержавшем победу в битве с рыцарями Ливонского ордена на Чудском озере 5 апреля 1242 года. Относится к плеяде классических советских исторических фильмов 1930-х годов и считается одной из лучших работ Сергея Эйзенштейна. Музыку к фильму написал Сергей Прокофьев.
«Александр Невский» вышел на экран 1 декабря 1938 года и заслужил всенародное признание. Сергей Эйзенштейн был награждён орденом Ленина, получил Сталинскую премию и звание доктора искусствоведения.

В 1942 году по случаю семисотлетия Ледового побоища был выпущен плакат со словами Сталина: «Пусть вдохновляет вас в этой войне мужественный образ наших великих предков». Почти в полном составе съёмочная группа «Невского» осуществила постановку и следующей ленты Эйзенштейна — «Иван Грозный».

## История создания

### Опала Эйзенштейна
Всесоюзная конференция кинематографистов СССР в январе 1935 года, на которой Эйзенштейна обвинили в теоретичности и отрыве от жизни, стала итогом процесса, приведшего к окончательному формированию советской киноиндустрии, основанной на патриотизме и «идейности», а доктрина «социалистического реализма», первоначально возникшая в литературе, была перенесена и в кинематограф.

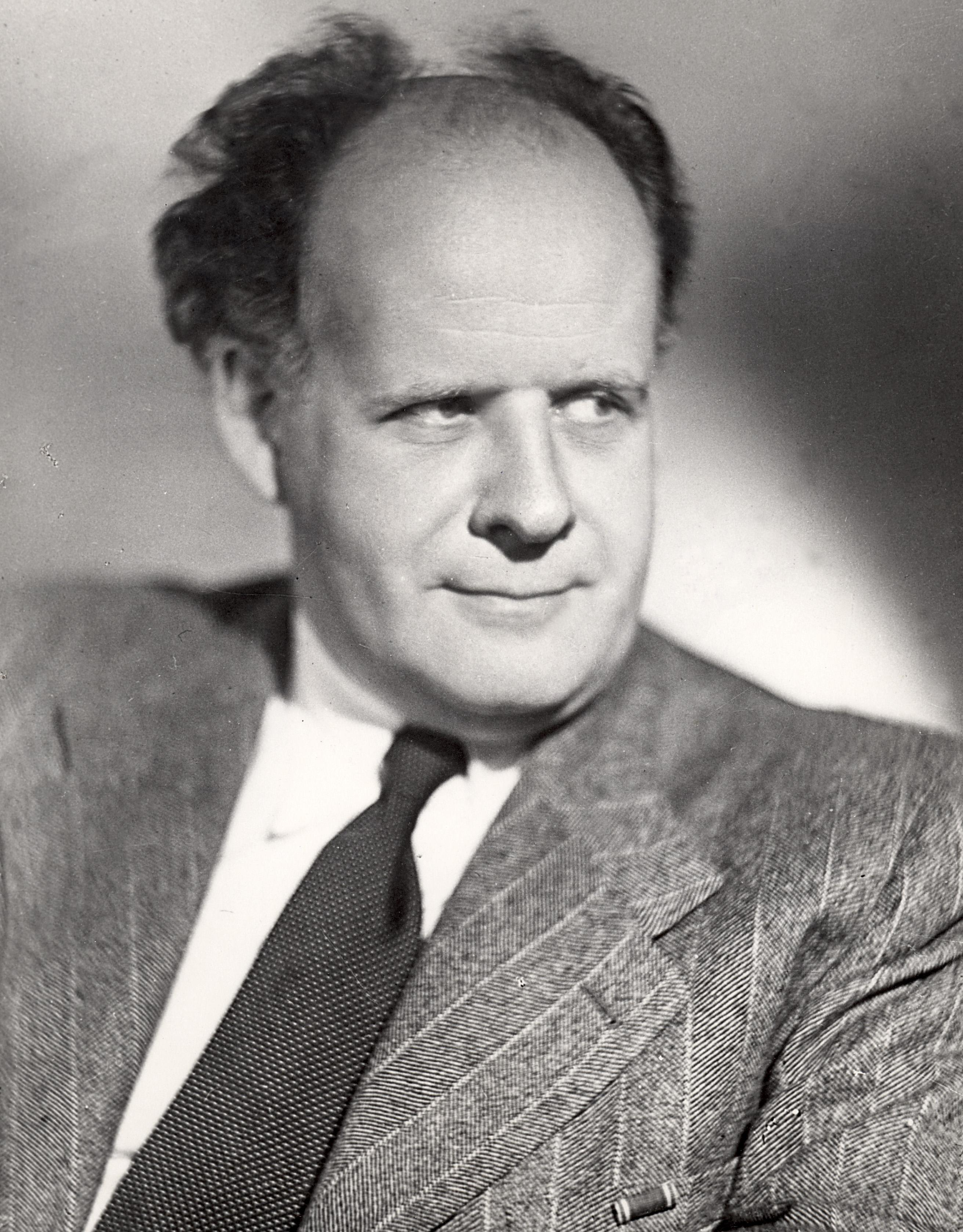
Сергей Эйзенштейн в 1939 году

После возвращения в мае 1932 года из Мехико в Москву Эйзенштейн столкнулся с нараставшей по отношению к нему враждебностью и подозрительностью. В 1935 году Эйзенштейн предпринял несостоявшуюся по идеологическим и цензурным причинам постановку картины «Бежин луг», где хотел отразить многообразие процессов, происходивших в деревне на фоне коллективизации, взяв за основу историю Павлика Морозова. В этом фильме, насыщенном библейскими ассоциациями и цитатами, была предпринята попытка мифологизации и привнесения христианских мотивов в современную советскую действительность. Съёмки фильма были приостановлены «по причине формализма и усложнённости языка картины», отснятый материал был забракован, а результаты работы были сурово оценены руководством кинематографа и официальной критикой. Запрет этого фильма «ввиду антихудожественности и явной политической несостоятельности» признаётся одним из ключевых в процессе установления партийного контроля над советским кинематографом.
Режиссёру пришлось выступить с публичной самокритикой в печати, он был отлучён от преподавательской деятельности. Его положение оказалось под угрозой (многие его знакомые, работники театра и кино были репрессированы в тридцатые годы), а его самого обвинили даже в связи с троцкистами. Руководитель советского кинематографа Борис Шумяцкий предлагал отстранить его от создания фильмов. Режиссёр в письме от 16 апреля 1937 года просил разрешения у Шумяцкого на дальнейшую работу и предлагал снять фильм по сценарию лояльного к партийной линии драматурга Всеволода Вишневского «Мы, русский народ» о становлении РККА. 9 мая 1937 года решение вопроса о предоставлении режиссёру возможности снимать кино было вынесено на рассмотрение Политбюро ЦК ВКП(б), резолюция которого гласила: «Думаю, что можно попробовать использовать Эйзенштейна, дав ему задание (тему), предварительно утвердить его сценарий, текст и пр. — надо с ним повозиться. В. Молотов».

### Исторический контекст и «реабилитация» Александра Невского
По примеру погрома французскими революционерами королевской усыпальницы в базилике Сен-Дени в 1793—1794 гг., в 1922 году мощи Александра Невского были выброшены деятелями советской власти из Александро-Невской лавры (их на свой страх и риск подобрали и сохранили музейные работники «Эрмитажа»). В первом издании Малой советской энциклопедии и Большой советской энциклопедии в статье об Александре Невском было написано следующее: «с молодых лет княжил в Новгороде и здесь оказал ценные услуги Новгородскому торговому капиталу, с успехом ограждая его интересы в войнах со шведами, ливонцами и литовцами […] поехал на поклон к хану и получил ярлык на великое княжение…». В 1930-х годах в СССР наметился разворот, связанный с некоторой ревизией классического марксизма в части рассмотрения патриотизма как сугубо буржуазного явления, что проявилось в отказе от взглядов главы марксистской исторической школы в СССР Михаила Покровского. Его социологическая историография описывала русскую историю в русле классовых антагонизмов и была ориентирована на марксистские экономико-исторические категории, а национальные и патриотические элементы недооценивались, замалчивались и даже высмеивались.
Одной из выдающихся исторических личностей отечественной истории, которые должны были увековечить героическое прошлое страны, борьбу против захватчиков и вдохновить на новые свершения и подвиги, стал Александр Невский. Первая после двадцатилетнего перерыва работа, посвящённая древнерусскому князю и его деяниям, появилась в «Историческом журнале» в марте — апреле 1937 года. Почти одновременно с этой статьёй в «Правде» 28 марта 1937 года вышла статья П. Дроздова «Историческая школа Покровского», в которой историки этой школы были объявлены «врагами народа», кроме того, автор ставил в вину Покровскому и его ученикам тот факт, что ни в одном из их трудов не рассматривается борьба новгородцев и псковичей против крестоносцев и немецких захватчиков. Все предыдущие издания БСЭ и МСЭ, и других трудов, где о Невском было написано нечто противоречащее новой версии исторических событий, были изъяты и уничтожены. Одновременно с приближёнными к власти историками, кинематографисты получили задачу на экранах показать, что Александр Невский — это не «эксплуататор трудового крестьянства и пролетариата», а великий воин, и что основной враг русских — немец.
Ввиду напряжённых советско-германских отношений, в советской историографии стала проводиться линия о вековой борьбе славян против немецкой экспансии (Drang nach Osten) и вообще против иноземных захватчиков, что обусловило положительное отношение к деятельности Александра Невского и включение его в пантеон советских героев. Так продолжалось ещё девять месяцев после выхода фильма в прокат, после чего фильм был снят с экрана: немцы перестали быть врагом (подробнее см. ниже).

### Выбор темы фильма
Обращение к биографиям «прогрессивных» исторических личностей в духе новой исторической доктрины, усиливавшей роль личности в истории (зачастую правителей и полководцев), стало характерным для этого периода советского кино (например, фильм-биография «Петр Первый» В. М. Петрова, снятый в 1937—1939 гг.).
После решения Политбюро уже 18 мая 1937 года Эйзенштейну поступило предложение от директора «Мосфильма» С. И. Соколовской снять историческую картину. На выбор ему были предложены сюжеты и герои из русской истории: Минин и Пожарский, Иван Сусанин и Александр Невский. Эйзенштейн пытался предложить в качестве тем для обсуждения также Гражданскую войну в Испании или «Слово о полку Игореве». Также он высказал интерес к кинопроекту о борьбе со шпионажем и подрывной деятельностью или о «расовой проблеме».
Режиссёр остановил свой выбор на Александре Невском. Видимо, это во многом было вызвано тем, что сохранившиеся сведения о жизни князя очень немногочисленны, что предоставляло возможность работать относительно свободно, не давая историкам больших поводов для критики, и уменьшить влияние на съёмочный процесс извне: «…о нём есть лишь одна страничка летописи, а больше вообще никто ничего не знает».

Есть рассказ Михаила Ромма о том, как Эйзенштейн, встретив его, спросил, какой сценарий он бы выбрал. Ромм ответил, что, конечно, «Минина и Пожарского»: всё-таки XVII век, известно, как люди выглядели и что там происходило. А что известно об эпохе Невского?! «Вот поэтому, — ответил Эйзенштейн, — мне и надо брать „Александра Невского“. Как я сделаю, так оно и будет».
— Наум Клейман о главном советском «оборонном фильме»
Кроме того, считается, что о личности Невского Эйзенштейну было известно с самого детства, так как Конецкие, его родственники по материнской линии, были родом с Новгородчины. Ещё маленьким мальчиком он проводил много времени в Санкт-Петербурге у своей очень религиозной бабушки Ираиды Матвеевны, которая жила неподалёку от Александро-Невской лавры (где был похоронен её муж и дед режиссёра — купец первой гильдии И. И. Конецкий).
Основной темой фильма должна была стать патриотическая тематика, о чём сам Эйзенштейн писал так:
— «Патриотизм — моя тема — так значится на первом клочке бумаги, на котором записывались первые мысли о предстоящем фильме, когда мне было поручено воссоздать на экране XIII век… Мы хотим, чтобы наш фильм не только ещё больше мобилизировал тех, кто находится в самой гуще борьбы против фашизма в мировом масштабе, но чтобы он вселил бодрость, мужество и уверенность и в те части народов мира, которым кажется, что фашизм … несокрушим…». По его словам «тот кровавый ужас, который в XIII веке сеяли рыцарские ордена завоевателей» почти неотличим «от того, что делается сейчас в Европе».

### Подготовительная работа
Видимо, по совету писателя А. А. Фадеева, с которым предполагалось сотрудничество над проектом фильма «Москва», Эйзенштейн начал работать с другим приближённым к власти писателем и сценаристом П. А. Павленко, который закончил первый вариант сценария под названием «Русь» в конце июля 1937 года (изначально он имел название «Господин Великий Новгород»).
С середины августа они совместно с режиссёром работали над вторым вариантом сценария, в предисловии к тексту которого в связи с именем князя упомянуты были и Пётр Первый, и Дмитрий Донской. Третий вариант литературного сценария был представлен на отзыв Главного управления кинопромышленности 13 ноября 1937 года. Утверждённый рабочий план фильма включал 198 съёмочных дней и предусматривал закончить картину к концу февраля 1939 года.
Таким образом, Эйзенштейн написал сценарий и поставил фильм по государственному заказу. Автор собрал первоклассный актёрский состав. Прежде всего это, конечно, исполнитель главной роли Николай Черкасов, который продолжил работу с режиссёром и в «Иване Грозном». Приглашение на роль князя было для Черкасова неожиданным, застало врасплох, как он сам говорил, так как он считал себя в большей мере острохарактерным актёром, но был переубеждён и согласился с предложенной ролью. Объясняя образ Невского, режиссёр говорил ему: «Огонь, сдерживаемый мудростью, синтез, слияние того и другого — это основное в характере Александра. Вот задача для актёра!».
Без всяких проб Эйзенштейн утвердил Николая Охлопкова и Андрея Абрикосова на роли соратников князя Василия Буслаева и Гаврилы Алексича.
Консультантами были приглашены историк А. В. Арциховский и генерал-майор К. Г. Калмыков.

### Съёмки фильма

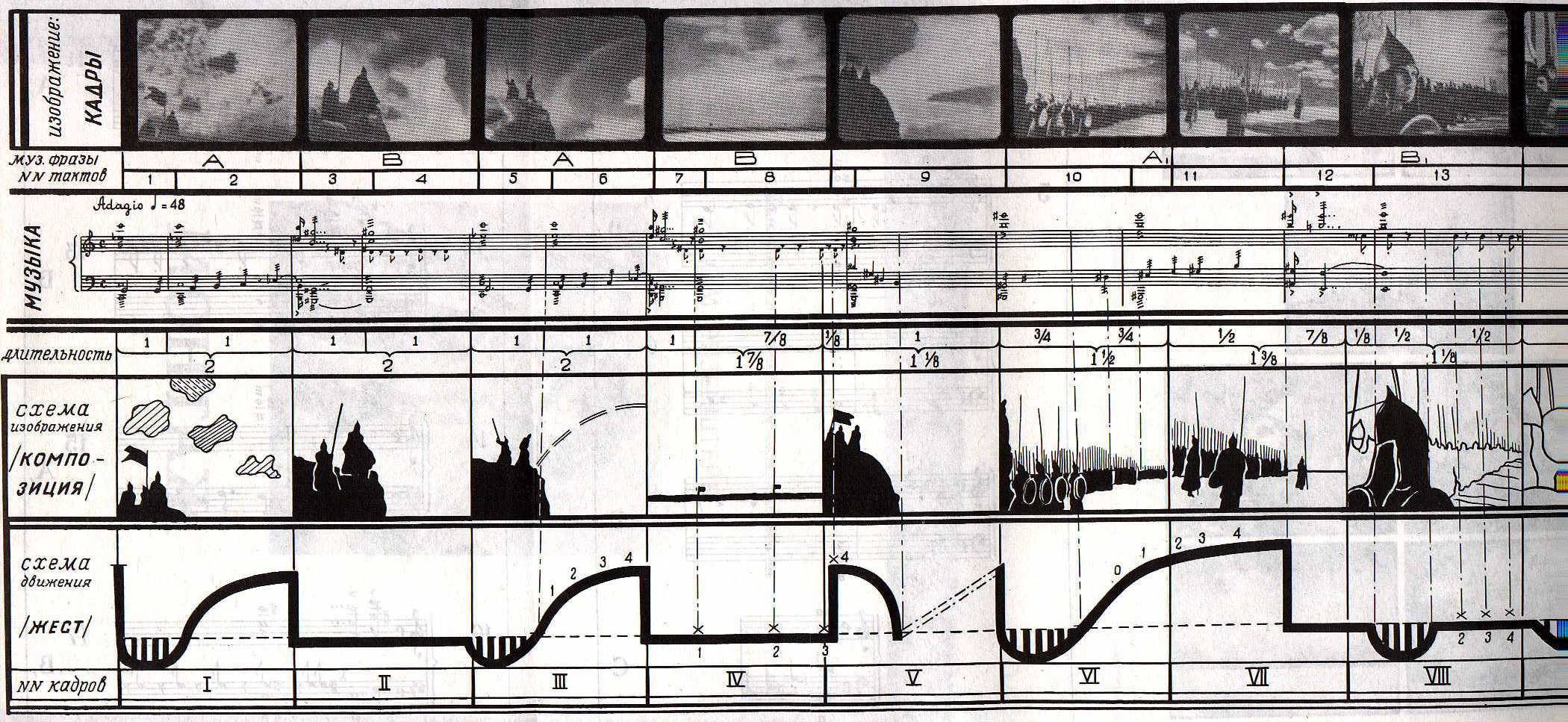
Рисунок из статьи Эйзенштейна «Вертикальный монтаж» (1940).
Первая часть схемы (1-8) — из сцены перед битвой

Съёмки фильма «Александр Невский» начались 5 июня 1938 года.
Фильм начинается со сцены рыбной ловли на Плещеевом озере и диалога Александра Невского с татарскими баскаками. Эйзенштейн снимал эту сцену на родине Александра Невского — у села Городище рядом с Переславлем-Залесским; холм и вал городища, где стояли тогда княжеские палаты, сохранились до сих пор. По мнению местных краеведов и воспоминаниям старожилов, в августе 1938 года съёмки отдельных сцен продолжились близ села Протопотово на высоком берегу Оки в городе Коломна, для чего были сооружены специальные декорации. Это видно из кадров фильма.
Съёмки центральной сцены фильма — Ледового побоища — из-за сжатых сроков проходили летом. Для этого во дворе Мосфильма на Потылихе выстроили декорацию. Срубили и выкорчевали вишнёвый сад, землю разровняли и положили асфальт, который посыпали нафталином с мелом, опилками, солью и залили жидким стеклом. Использовали также деревянные «льдины», окрашенные в белый цвет. В эпизоде поединка Александра Невского с магистром Ливонского ордена дублёром Николая Черкасова был старший лейтенант Н. И. Бучилёв, а дублёром магистра — Сурков, в будущем генерал танковых войск.

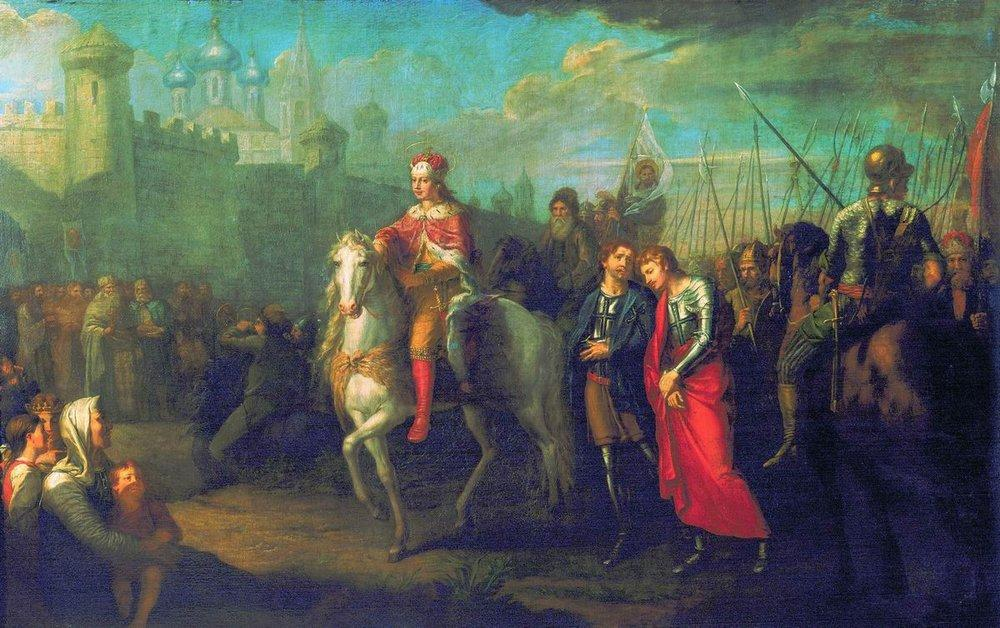
Картина Г. И. Угрюмова. Торжественный въезд Александра Невского в город Псков после одержанной им победы над немцами (1793)

Как отмечал сам режиссёр, на стилистику фильма повлияли оперы «Жизнь за царя» М. И. Глинки и «Садко» Н. А. Римского-Корсакова. Во многих местах очевидно также влияние эпоса «Слово о полку Игореве», экранизировать который режиссёр предлагал «Мосфильму» перед этим. Виктор Шкловский указывает влияние на схему битвы у сценариста Павленко романа «Крестоносцы» Генрика Сенкевича. События фильма в русских сценах тщательно обставлялись старинными атрибутами, предметами интерьера и соответствующими декорациями. Эйзенштейн достал в Эрмитаже подлинное вооружение XIII века и внимательно следил за изготовлением доспехов Невского. Специально для фильма была изготовлена точная копия средневекового портативного органа. На нём католический монах, одетый в чёрное, играет во время битвы (почерпнуто авторами из «Хроники Ливонии»).
Вместо запланированных 198 съёмочных дней режиссёру потребовалось лишь 115, и за досрочное окончание съёмок группе вручили переходящее красное знамя.

## Сценарий и сюжет

### Варианты сценариев
Кинематографический вариант сценария отличается от первоначальных вариантов, предложенных Павленко и Эйзенштейном.
Первый вариант сценария под названием «Русь» был подвергнут острой критике историками. М. Н. Тихомиров в рецензии «Издёвка над историей» (1938) отметил:

Авторы сценария… сделали множество фактических ошибок, непростительных для людей, хотя бы сколько-нибудь знакомых с русской историей, и дали совершенно искажённое представление о Руси XIII в.
Уже в этом сценарии в девяти сценах Павленко развивает две сюжетные линии, которые станут основными для будущего фильма — борьба против Тевтонского ордена и соревнование двух новгородских богатырей, Василия Буслая и Гаврилы Олексича, за любовь красавицы Ольги. Критика историков в основном была направлена на многочисленные исторические неточности и ошибки в сценарии, который во многом подвергся влиянию художественных текстов, таких, например, как новгородские былины или оперы.
С. М. Эйзенштейн и П. А. Павленко учли критику и дважды перерабатывали сценарий. Таким образом, по мнению немецкого слависта Бернда Уленбруха, который отмечал во многом компромиссный характер работы над фильмом со стороны режиссёра, литературные сценарии картины представляют собой «…результат вынужденного диалога художника и цензуры, результат коллективного творчества».
В ноябре 1937 года сценаристы передают свой «литературный сценарий» в Главное управление кинематографии, откуда в декабре он возвращается со следующим директивными замечаниями:
Более чётко показать народ — главным образом крестьянство, акцентировать героизм и бесстрашие народа, а не только князей и воевод, более чётко проработать всю линию Александра Невского, его ведущую роль полководца, освободить сценарий от излишнего нагромождения „ужасов“ и „жестокостей“, правильно показать новгородское вече.
Сам режиссёр задумывал в конце фильма не вошедший большой эпизод, где бы князь представал не только как воин, но и в облике дипломата в Золотой Орде, куда через ханского посланника Хубибулая был вызван Невский, а после переговоров отравлен. По замыслу режиссёра деятельность князя имела также и восточный вектор, после его смерти сохранялась бы историческая преемственность, а Ледовое побоище в фильме исторически и тематически предшествовало Куликовской битве:
Безропотно проходит между очистительными кострами перед ханской юртой — дворцом и смиренно преклоняет колени перед самим ханом, покорностью выигрывая время для накопления сил, чтобы со временем низвергнуть и этого поработителя нашей земли, хотя уже не собственной рукой, но мечом потомка — продолжателя — Дмитрия Донского. По пути обратно из орды отравленный князь умирал, глядя на далекое поле — Куликово поле — перед собой». В ещё более поздней версии Эйзенштейн предполагал другой эпический финал: «Закатилось Солнце земли Русской. Гроб идет с плеча на плечо под звон колоколов по всей Руси Великой. Пётр перевозит в Питер. Маркс пишет о нём. Мы его чтим.
Таким образом, в редакции сценария, над которым работал Эйзенштейн, — Невский предстаёт и дипломатом у монголов, и заботливым мужем и отцом семейства. При этом режиссёр признавал, что он иногда вынужден отступать «от исторических фактов в пользу художественных и идейных соображений».
Однако попытка настоять на задуманном им трагическом финале закончилась прямым указанием сверху, о чём он писал следующим образом: "Не моей рукой была проведена карандашом красная черта вслед за сценой разгрома немецких полчищ. «Сценарий кончается здесь, — были мне переданы слова. — Не может умирать такой хороший князь!». Павленко и Эйзенштейн пишут в «Литературной газете» от 24 апреля 1938 года, что они согласились с критикой историков и в соответствии с нею изменили сценарий. О прекращении дискуссии свидетельствует новое и окончательное название фильма — «Александр Невский». После отклонения финала, предложенного во втором варианте сценария «Руси», сценарий «Александра Невского», по сути, совпал с первоначальной редакцией Павленко.
Впоследствии режиссёр сожалел, что не смог настоять на второй редакции (третий вариант литературного сценария, почти не отличался от второго). В феврале 1940 года он даже публично заявил, что из-за различных вмешательств и сокращения исходного финала «отпал … шекспировский поворот в характере … Александра Невского». Также некоторые изменения были предприняты уже в ходе съёмочных работ и при монтаже (отсутствует снятая целая сцена кулачного боя на мосту в Новгороде, в некоторых эпизодах первоначально показывалась жена князя, при монтаже все эти сцены были убраны.).

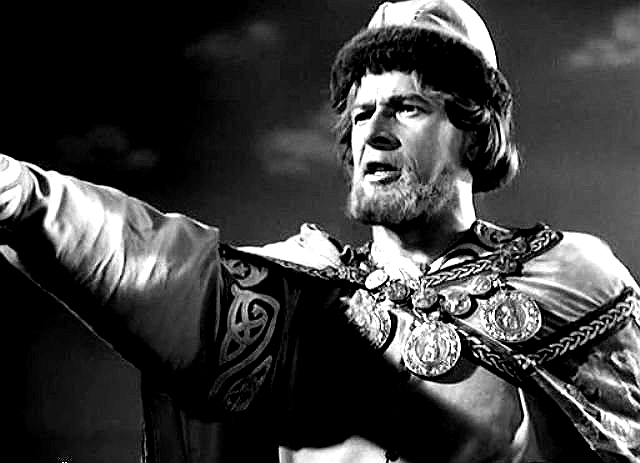
Николай Черкасов

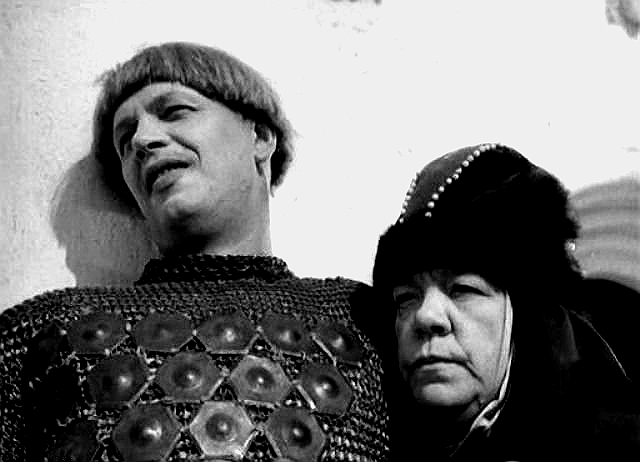
Николай Охлопков и Варвара Массалитинова

Несмотря на то, что картина обращается к истории XIII века, она имела остросовременный характер, в ней содержались отсылки и параллели ко времени её создания и злободневной внешне-политической обстановке. В одной из режиссёрских записей видно, что режиссёр хотел даже начинать фильм с цитаты (титр) из книги «Моя борьба» А. Гитлера, призывавшего «раздобыть земли… за счёт России», для чего надо было бы, — объяснял фюрер,— «двинуться по той же дороге, по которой некогда шли рыцари наших орденов», а после этого, должна была идти надпись: «Вспомним и напомним, как это происходило». Кроме того, Эйзенштейн, отмечая преемственность в сходстве рисунков древнего русского шлема с будёновкой, сопровождает их записью: «Не забыть. Крепко сыграть на этом в Новгородском войске».

### Сюжет
Фильм включает двенадцать эпизодов, объединённых двумя взаимосвязанными сюжетными линиями: соперничество двух богатырей, Василия Буслая и Гаврилы Олексича, за любовь Ольги Даниловны и борьба новгородцев («русского народа») во главе с их вождем Александром Невским с Тевтонским орденом.

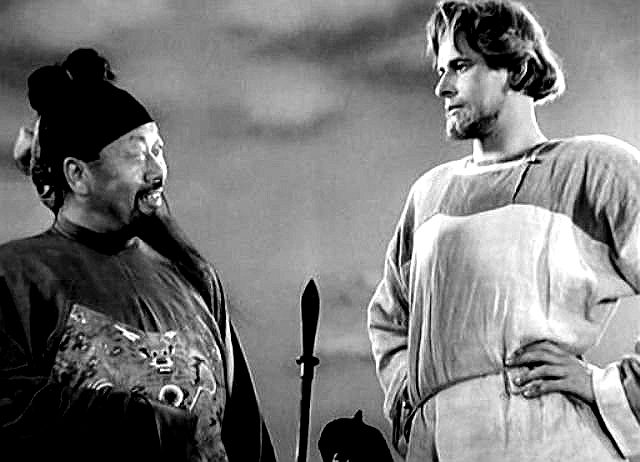
Никита Лянь-Кунь и Николай Черкасов

Фильм основан на исторических событиях XIII века, борьбе Новгородского княжества с экспансией рыцарских орденов. Действие разворачивается в 1242 году, уже после битвы со шведами на Неве в 1240 году (что позволило шире раскрыть в фильме «немецкую» тему). Однако Эйзенштейн не ставил задачей буквально экранизировать события. В сценарии есть отступления от действительности, романтизация и поляризация сторон конфликта, а наряду с историческими персонажами и событиями действуют и вымышленные.
На западные рубежи Руси наступают войска Тевтонского ордена. Они захватывают Псков, мучают и убивают местных жителей. Рыцари заранее делят ещё не завоёванные русские земли, присваивая себе титулы князей и надеясь на поддержку Папы Римского. Воевода Павша, оказавший сопротивление захватчикам и по приказу предателя-посадника Твердилы повешенный на фасаде церкви, наказав своей дочери Василисе бежать из города и мстить, призывает псковичей звать князя Александра для освобождения города.
Новгородский люд на вече решает собирать дружину и звать на командование ей опытного полководца князя Александра, прозванного Невским. Двое богатырей — Гаврила Алексич и Васька Буслай (реальные личности) — сватаются к одной девице Ольге Даниловне, и она решает, что выберет того, кто лучше покажет себя в предстоящей битве.
Войска сходятся к берегам замёрзшего Чудского озера. Перед боем кольчужный мастер Игнат в присутствии князя рассказывает воинам басню о лисице, застрявшей в развилке дерева, куда её заманил заяц, обесчестивший лису. Александр поступает похожим образом: строит свои войска клещами, в то время как «свинья» тевтонцев наступает прямо по центру. Русичи окружают врага, зажимают в «тиски» и разбивают его. Бросившиеся в бегство немцы тонут, проламывая тяжёлыми доспехами лёд. Предводители агрессоров попадают в плен.

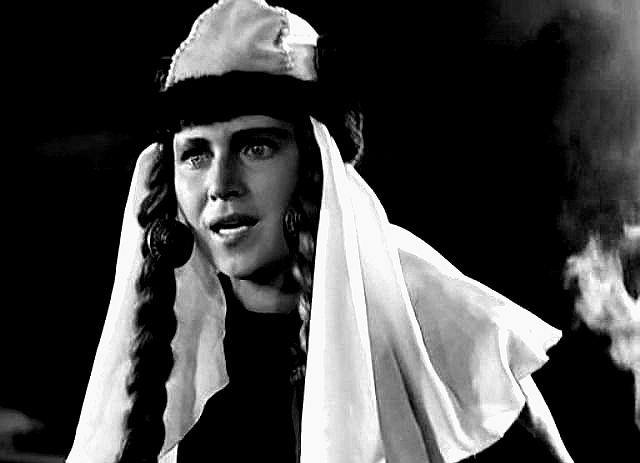
Валентина Ивашёва

После битвы русские женщины собирают раненых. Двух богатырей-героев едва живыми отвозят во Псков, где Василий публично отдаёт первенство другу. Сам же он женится на дочке казнённого крестоносцами псковского воеводы, сражавшейся в битве наравне с мужчинами.
Князь и псковской люд судят тевтонцев. Рядовых кнехтов отпускают, рыцарей оставляют для выкупа. Предателя-посадника и католического монаха, благословлявшего сожжение детей на костре, толпа убивает на месте. После этого псковичи и новгородцы бурно празднуют победу. Александр, напутствуя отпущенных кнехтов, перефразирует Евангелие от Матфея:
«Идите и скажите всем в чужих краях, что Русь жива! Пусть без страха жалуют к нам в гости, но если кто с мечом к нам войдёт, от меча и погибнет! На том стоит и стоять будет Русская Земля!».

## Подтекст фильма
Фильм содержит легко читаемую аллегорию: под псами-рыцарями подразумевается нацистская Германия, а под Новгородской Русью — Советский Союз. Эта аллегория использовалась в качестве антифашистской пропаганды.

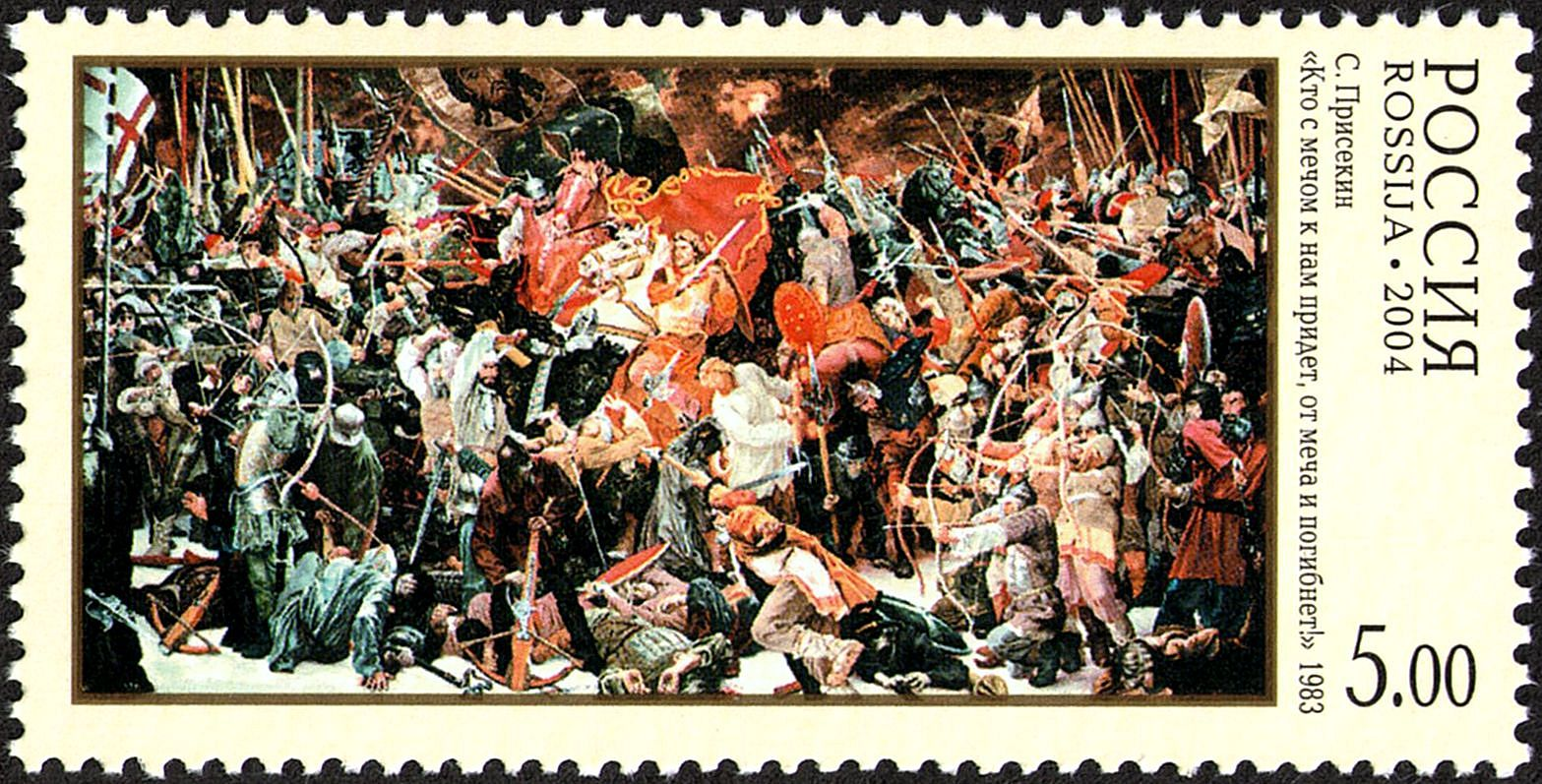
С. Н. Присекин «Кто к нам с мечом придёт, от меча и погибнет!», 1983. Марки серии «Славим Отечество!» (Россия, 2004 г. (ЦФА [АО «Марка»] #951—954; Mi #1183—1186))

В финале картины Невский произносит программную речь, где звучат следующие слова: «— Идите и скажите всем в чужих краях, что Русь жива. Пусть без страха жалуют к нам в гости. Но если кто с мечом к нам войдёт, от меча и погибнет. На том стоит и стоять будет Русская земля!» На основе этой сцены получило распространение выражение (или его варианты), ставшее крылатым: «кто с мечом к нам придёт, от меча и погибнет!» Зачастую оно приписывается Александру Невскому, хотя восходит именно к фильму. Считается, что фраза является аллюзией на цитату из Евангелия от Матфея (глава 26, стих 52): «Ибо все, взявшие меч, мечом погибнут». Риторика, подобная высказываниям князя в фильме, была характерна в эпоху его создания. Так, фразу со сходным посылом Сталин произнёс 26 января 1934 года на XVII съезде ВКП(б), где в своём отчётном докладе говорил о Германии и Японии:
Мы стоим за мир и отстаиваем дело мира. Но мы не боимся угроз и готовы ответить ударом на удар поджигателей войны. Кто хочет мира и добивается деловых связей с нами, тот всегда найдет у нас поддержку. А те, которые попытаются напасть на нашу страну, — получат сокрушительный отпор, чтобы впредь неповадно было им совать своё свиное рыло в наш советский огород. Такова наша внешняя политика.

## Музыка
Музыку к фильму (в тесном содружестве с Эйзенштейном) написал С. С. Прокофьев. По словам композитора, он являлся давним поклонником его режиссёрского таланта и с удовольствием принял предложение написать музыкальное сопровождение к фильму: «В процессе работы интерес увеличился, так как Эйзенштейн оказался не только блестящим режиссёром, но и очень тонким музыкантом».
При создании музыкального сопровождения композитор переслушал все имевшиеся на киностудии шумовые инструменты и некоторые из них вписал в оркестровую партитуру. На её основе Прокофьев в 1939 году написал кантату, премьера которой прошла 17 мая 1939 года в БЗК. Кантата «Александр Невский» стала одним из самых известных и популярных сочинений Прокофьева. Позже дирижёр Самуил Самосуд, указывая на конгениальность творческих устремлений режиссёра и композитора в этом фильме и вспоминая о своих чувствах при исполнении кантаты, писал:
…я как-то особенно ощущал вот эту удивительную слитность музыкальных и зрительных образов, ритмов, синхронность пульсации мыслей, чувств режиссёра и художника, действительно говоривших на одном языке. Недаром с таким восхищением вспоминал Сергей Михайлович об удивительной способности Прокофьева „слышать“ в звуке пластическое изображение, говорил о редкостной пластичности музыки Прокофьева, наглядно раскрывающей внутренний ход явлений.
Увлечённый проблемой синтеза музыки и пластики (нем. Gesamtkunstwerk), Эйзенштейн понимал и признавал, что в фильме эта задача была успешно решена. Сотрудничество со знаменитым композитором и работу над изобразительно-звуковыми эффектами в соединение музыки и киноизображения, Эйзенштейн позднее называл самыми интересными аспектами создания фильма. При работе над этим фильмом оформился принцип, которому они следовали и в дальнейшем, про что режиссёр писал следующим образом:
Мы с С. С. Прокофьевым всегда долго торгуемся, кто первый: писать ли музыку по несмонтированным кускам изображения — с тем, чтобы, исходя из неё, строить монтаж, — или, законченно смонтировав сцену, под неё писать музыку. И это потому, что на долю первого выпадает основная творческая трудность: сочинить ритмический ход сцены! Второму уже легко. На его долю остается возвести адекватное здание из средств, возможностей и элементов своей области. Конечно, лёгкость и здесь весьма относительная.
Музыкальный ряд фильма, состоящий из симфонической и хоровой музыки, представляет собой полноценное классическое произведение. По признанию самого Эйзенштейна, некоторые эпизоды фильма монтировались именно по записанной музыкальной фонограмме. Прокофьев объединил все музыкальные фрагменты в кантату «Александр Невский», состоящую из семи частей:
1. «Русь под игом монгольским»
2. «Песнь об Александре Невском»
3. «Крестоносцы во Пскове»
4. «Вставайте, люди русские!»
5. «Ледовое побоище»
6. «Поле мёртвых»
7. «Въезд Александра во Псков»

Фильм был выпущен с плохо записанной звуковой дорожкой. Низкое качество записи объясняется тем, что в фильм была вставлена черновая версия, которую ещё предстояло переозвучить. Но ещё до того, как это было сделано, фильм с черновым звуком просмотрел Сталин и утвердил именно в таком виде. Эйзенштейн не рискнул что-либо изменять в фильме, успешно прошедшем столь высокую цензуру.
В Англии и Соединённых Штатах кантата «Александр Невский» шла с большим успехом во время войны. Критика отмечала соответствие содержания кантаты ведущейся освободительной борьбе советского народа. Критик «New York Times» Олин Даунс писал: «Это произведение с исключительной драматичностью напоминает о военном положении России сегодня», вспоминая исторические параллели указывал, что «мы находимся в процессе операции, которые положат конец немецкой мечте о господстве на Востоке».
Темы «Крестоносцы» и «Ледовое побоище» до сих пор используются в различных художественных и документальных киноматериалах.
В своей книге «Как делается кино» (Making Movies,1996) американский режиссёр Сидни Люмет писал о музыкальном сопровождении фильма следующее:
Единственным музыкальным оформлением, остающимся полноправным произведением искусства, является «Ледовое побоище», написанное Прокофьевым для «Александра Невского». Известно, что Эйзенштейн обсуждал музыку с Прокофьевым задолго до начала съёмок, тогда композитор и начал её сочинять. Говорят, что Эйзенштейн даже монтировал, приспосабливая эпизод к музыке. Не знаю, насколько это соответствует действительности, но даже прослушивая киномузыку на пластинке, я немедленно вспоминаю соответствующую сцену. Они неразделимы – великий эпизод, великое музыкальное сопровождение.
Высочайшую оценку работе Прокофьева дал композитор и музыковед Говард Гудолл, заметив, что если кто-то скажет, что академическая музыка в XX веке себя исчерпала, то ему можно возразить, что он не смотрит кино.

## Прокат и приём фильма
7 ноября 1938 года фильм был показан ЦК ВКП (б) и членам правительства, после чего был одобрен Сталиным, 9 ноября состоялся официальный киносеанс в Комитете по делам кинематографии, 25 ноября был осуществлён общественный просмотр в Доме кино, а 1 декабря 1938 года состоялась его премьера в советских кинотеатрах. Ленинградской копировальной фабрикой было изготовлено 800 копий фильма. В первый же день проката в одной только Москве в семи кинотеатрах его посмотрели 45 000 человек. Фильм сопровождался широкой историко-культурной просветительской кампанией. Первые статьи о фильме появились уже в конце июля 1938 года в различных региональных газетах. В период проката в прессе публиковались многочисленные положительные отзывы, проводились тематические выставки, лекции и чтения, коллективные посещения, сеансы сопровождались восторженными аплодисментами зрителей. Отмечается, что даже дети на улицах играли в «Ледовое побоище». О популярности фильма свидетельствует такой факт: в новогоднюю ночь 1939 года в столице можно было встретить людей, одетых в маскарадные костюмы Александра Невского. Фильм демонстрировался по всему СССР.
1 февраля 1939 года Эйзенштейн и исполнитель главной роли Николай Черкасов получили за фильм высшую государственную награду СССР — орден Ленина. 15 марта 1941 года режиссёр и актёры Н. Черкасов и А. Абрикосов получили Сталинскую премию первой степени. Также режиссёр получил степень доктора искусствоведения без защиты диссертации.
22 марта 1939 года фильм вышел в прокат в США. 29 июня газета «Кино» сообщила о показе фильма в Белом доме в Вашингтоне. По сообщению издания, президент США Ф. Д. Рузвельт был очень тронут фильмом. В 1939 году фильм демонстрировался в кинотеатрах Бельгии, Швейцарии и Великобритании.
После заключения пакта Молотова — Риббентропа в связи с прекращением антинемецкой и антифашистской пропаганды в СССР «Александр Невский» и другие кинофильмы из соображений политкорректности были изъяты из кинотеатров (в отдельных регионах СССР фильм можно было ещё посмотреть и в конце 1939 года).

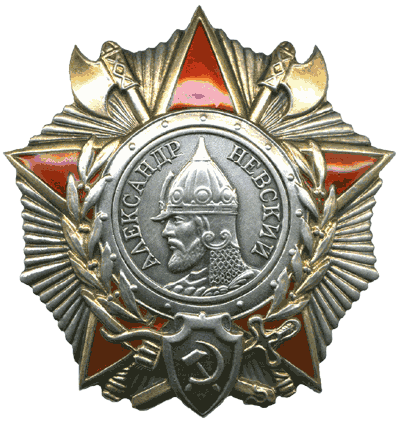
Орден Александра Невского

23 июня 1941 года, после начала Великой Отечественной войны, демонстрация фильма, прославляющего героизм русского народа, возобновилась с большим успехом, так как он способствовал укреплению морального духа населения.
 На советском ордене Александра Невского, учреждённом в 1942 году, изображён лик не самого Александра Невского, чьих прижизненных портретов не существует, а Николая Черкасова, исполнившего в фильме главную роль (такая же практика в скульптуре и живописи укоренилась ранее по отношению к В. И. Чапаеву, которого нередко изображали с образа, созданного на экране актёром Борисом Бабочкиным, сыгравшим роль Чапаева в одноимённом фильме).
До 1966 года «Александр Невский» был запрещён в ФРГ для публичных просмотров и на треть сокращен для закрытых просмотров.

## Критика и восприятие
Несмотря на несомненный успех и одобрение высшего руководства страны фильм вызвал оживлённые дискуссии. Так, внеклассовые отсылки к прошлому Руси, антинемецкая направленность и обращение к теме русского патриотизма в картине были восприняты некоторыми, в том числе и идейными коммунистами, как забвение идеалов интернационализма и космополитизма, воскрешение русского дореволюционного национализма, в котором искажался характер «социалистического патриотизма». Эйзенштейн оправдывал свой патриотический фильм указанием на А. С. Пушкина и его «Искреннюю и глубокую любовь к своему народу».
Между деятелями культуры, представителями партии и историками при создании фильма и после развернулись дебаты о «подлинном» и «истинном» образе Александра Невского. Также фильм критиковался за исторические несоответствия, за несовременность и отрыв от действительности, субъективность, схематичность, упрощения, патриархальность, «псевдобылинный стиль» и «лубочность батальных сцен», излишний пафос, использование кинематографических и оперных штампов. Критические высказывания встречали сочувствие и одобрение на собраниях художественных и общественных организаций, а некоторые редакции журналов публиковали тексты, оппозиционные ставшей официальной доктрине.
Эти вопросы среди прочих были рассмотрены в феврале 1940 года на конференции в Москве, посвящённой советскому историческому и революционному кино, где Александр Довженко подверг фильм критике по нескольким пунктам. По мнению Довженко к недостаткам фильма относятся неоправданное влияние живописной традиции на картину и исторические искажения:
Есть как бы угодливое желание притянуть историю поближе к нам и даже реплики героев перемешать чуть ли не с речами вождей. Получается так, что Александра Невского можно, право, назначать
секретарем Псковского обкома.
По мнению Довженко, учитывая то влияние, которое оказывает кинематограф нужно быть предельно осторожными и вдумчиво использовать исторический материал, чтобы избежать применение излишнего пафоса, легко переходящего в комизм и способного вызвать анекдот подобного рода:
„Папочка, скажи, какой царь, кроме Петра, был ещё за Советскую власть?!“ — А папа отвечает: „Александр Невский“.
Известный литературовед и диссидент Л. З. Копелев писал в 1990 году:
К сожалению, я принадлежал к тем людям, кто без всяких оговорок был вдохновлён действительно гениальным фильмом Эйзенштейна «Александр Невский», не осознавая, что этот фильм... отравлял сознание ... В тридцатые годы мы ещё были энтузиастами, мы хотели бороться с фашизмом, не подозревая, что вместе с направленной против «псов», против рыцарей крестоносцев пропагандой принимаем яд шовинизма и ненависти ко всему чужеродному, иноплеменному и иноязычному.
С подобными утверждениями не согласен был киновед В. Б. Шкловский по мнению которого фильм был поставлен «с расчётливой пышностью и суровой историчностью», пророчески предугадавшего события Великой Отечественной войны. Главное достоинство ленты это продуманная чёткость построения: «Последовательно проведено сопоставление двух масс, двух судеб: рыцарской — нападающей; судьбы людей, врубающихся в чужую страну, и судьбы людей, защищающих свою землю». По мнению Шкловского картину: «напрасно несколько снобистски вычёркивают из лучших картин Эйзенштейна. Это патриотическая картина. Человек может быть за себя скромен, а за свой народ он имеет право на гордость».
По мнению Жака Лурселя, это патриотический фильм с посылом в ближайшее будущее и с использованием «отдалённой исторической метафоры», которую применяли в кинематографе фашистских Италии и Германии: «Речь идёт уже не о выражении марксистской идеологии, а о националистической пропаганде, образной до такой степени, что Бардеш и Бразийяк восхищались Александром Невским, видя в нём „самый волнующий образец фашистского кинематографа“». Сам же Р. Бразийяк, критик националистического толка, писал: «В глубине, при всём своём политическом резонансе, со своим культом героя и символов прошлого, „Александр Невский“, в реальности — прекраснее, чем „фашистские“ фильмы. Ничто не напоминает о марксизме в этой военной песне славянского народа, и белокурый герой фильма займёт место в нашей памяти не рядом с Лениным, и не с Петром Великим, но рядом с Роландом, Зигфридом, Парсифалем. Этот фильм следовало бы создать в нацистской Германии, если бы у неё был гений кино».
Киновед Леон Муссинак, критик в коммунистической «Юманите», писал: «Ни один фильм не оказывал на меня столь сильного впечатления. „Александр Невский“ для звукового кино — то же самое, что „Броненосец Потёмкин“ — для немого. Это шедевр, обладающий абсолютной полнотой содержания и формы. Настоящий монумент, который нужно анализировать». По мнению Жоржа Садуля, историка кино также с левыми взглядами эта картина был вершиной таланта Эйзенштейна. Французский критик отмечал, что режиссёр применял здесь некоторые театральные средства, которые приближали кино к опере: «текст, музыка, пение, массовые сцены, игра актёров, декорации и техника — одним словом, все сценические средства доводились им до возможного совершенства для создания спектакля пышного, благородного и торжественного». Однако, по мнению Садуля, фильму не хватает некоторого тепла: «исключительно утончённое применение техники, напряжённость, монументальность заставляют забывать о человеке и его переживаниях».
Американский киновед Джей Лейда, ученик и друг Эйзенштейна, который был его ассистентом-практикантом в фильме «Бежин луг» называл картину «наименее личным его произведением». Подобную точку зрения разделял и Жак Лурселль.
По наблюдению Зигфрида Кракауэра «театральность» фильмов «Александр Невский» и «Иван Грозный» была обусловлена творческой и теоретической эволюцией режиссёра: «Когда Эйзенштейн как теоретик начал определять сходные черты кинематографа и традиционных искусств, утверждая, что фильм является наивысшим их достижением, тот же Эйзенштейн, но уже как художник, стал всё чаще и чаще переступать границы между фильмом и пышным театральным спектаклем».
Многочисленные отсылки, образы и символика из религиозных текстов и мифологии привели слависта Уленбруха к предположению, что картину следует интерпретировать в духе оппозиционности режиссёра по отношению к сталинскому режиму, как субверсивный комментарий к советской «новой мифологии», которая нашла выражение в культе личности Сталина.

## В ролях

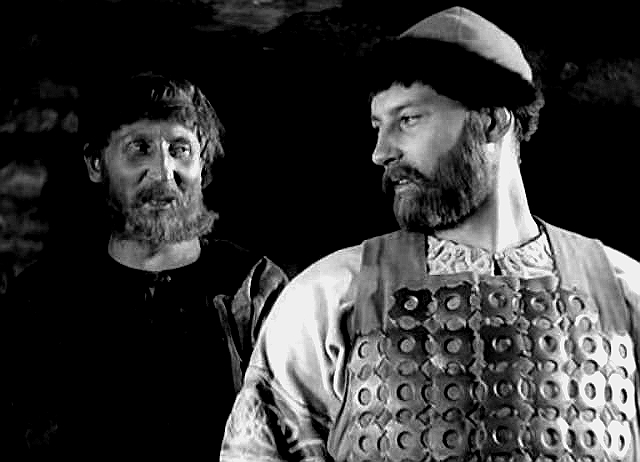
Дмитрий Орлов и Андрей Абрикосов

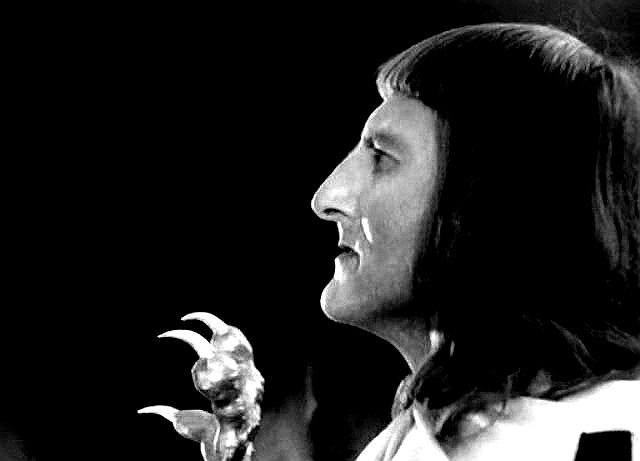
Николай Витовтов

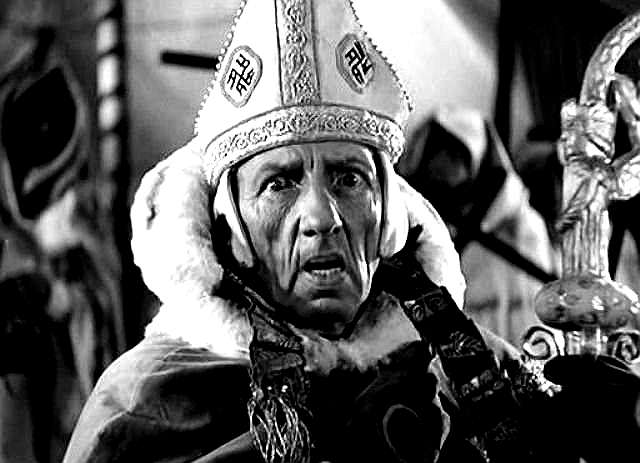
Лев Фенин

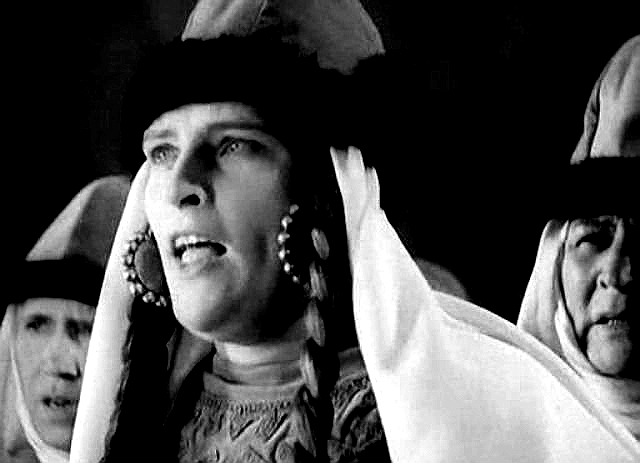
Александра Данилова

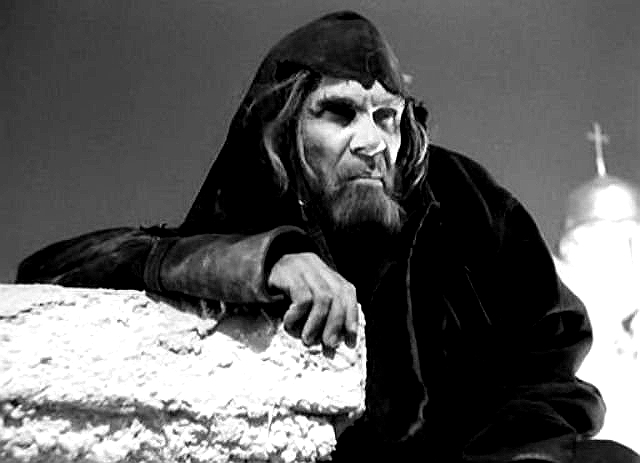
Иван Лагутин

- Николай Черкасов — князь Александр Ярославич Невский
- Николай Охлопков — Василий Буслай
- Андрей Абрикосов — Гаврило Олексич
- Дмитрий Орлов — Игнат, кольчужный мастер
- Василий Новиков — Павша, псковский воевода
- Николай Арский — Домаш Твердиславич, новгородский боярин
- Варвара Массалитинова — Амелфа Тимофеевна, мать Буслая
- Валентина Ивашёва — Ольга, новгородская девушка
- Александра Данилова — Василиса, псковитянка
- Владимир Ершов — магистр Тевтонского ордена (Андреас фон Фельфен)
- Сергей Блинников — Твердило (Твердила), псковский воевода, предатель
- Иван Лагутин — Ананий, монах, подручный Твердилы
- Лев Фенин — епископ
- Наум Рогожин — «чёрный монах»

В эпизодических ролях (в титрах не указаны)
- Николай Апарин — Михалка
- Леонид Иудов — Савка
- Фёдор Одиноков — пушкарь
- Иван Клюквин — псковский воин
- Николай Витовтов — рыцарь Губертус, «князь Псковской»
- Николай Тарасов — рыцарь Дитлиб, «князь Новогородский»
- Павел Пашков — Микула
- Никита Лянь-Кунь — Хубилай

## Съёмочная группа
- Авторы сценария — Пётр Павленко, Сергей Эйзенштейн
- Постановка — Сергея Эйзенштейна, Дмитрия Васильева
- Главный оператор — Эдуард Тиссэ
- Композитор — Сергей Прокофьев
- Главные художники — Иосиф Шпинель, Николай Соловьёв
- Звукооператор — Владимир Богданкевич
- Художник по костюмам и реквизиту — Константин Елисеев
- Сорежиссёр — Борис Иванов
- Оператор — Сергей Уралов
- Звукооформитель — Борис Вольский
- Шумовое оформление — Валерий Попов
- Художник-гримёр — Л. Порозов
- Ассистенты:
режиссёра — Николай Маслов
по монтажу — Эсфирь Тобак[58]
оператора — А. Астафьев, Николай Большаков
- Помощники режиссёра — Валентина Кузнецова, Яков Кочарьян
- Администраторы — Э. Солуянов, М. Хавкин, В. Гордон
- Консультант по работе с актёрами — Елизавета Телешова
- Историческая консультация — профессор А. В. Арциховский
- Военный консультант — комбриг К. Г. Калмыков
- Модели костюмов — Надежды Ламановой[59], Н. Макаровой
- Текст песен — Владимир Луговской
- Директор картины — Игорь Вакар